# Nancy Stokey
Nancy Laura Stokey (* 1950) ist eine US-amerikanische Wirtschaftswissenschaftlerin und Hochschullehrerin.

## Werdegang, Forschung und Lehre
Stokey studierte an der University of Pennsylvania, die sie 1972 mit dem akademischen Grad eines Bachelor of Arts in Wirtschaftswissenschaften verließ. Anschließend wechselte sie als Ph.D.-Studentin an die Harvard University. 1978 erlangte sie den Titel bei ihrem Doktorvater Kenneth Arrow.
Als Assistant Professor ging Stokey 1978 an die Northwestern University. 1982 stieg sie zum Associate Professor auf, ehe sie ein Jahr später zur ordentlichen Professorin berufen wurde. 1987 übernahm sie die Leitung der universitären Kellogg School of Management und übernahm ein Jahr später parallel den Harold-L.-Stuart-Lehrstuhl. 1990 folgte sie einem Ruf der University of Chicago. 1997 übernahm sie dort den Frederick-Henry-Prince-Lehrstuhl, den sie bis 2004 innehatte. Anschließend wurde sie Distinguished Service Professor.
Der Schwerpunkt in Stokeys Arbeit liegt im Bereich Wirtschaftswachstum und -entwicklung, insbesondere im Bereich Ökonometrie. Gemeinsam mit Paul Milgrom erarbeitete sie Anfang der 1980er Jahre die Grundlagen des sogenannten No-trade-Theorems. Dieses besagt, dass wenn auf einem Markt vollständige Informationen und nur informationsbedingte Handelsmotive vorliegen, kein Handel stattfindet, da niemand Gegenpositionen eingeht.
Stokey ist seit 1993 Mitglied der American Academy of Arts and Sciences sowie seit 2004 Mitglied der National Academy of Sciences und war 1996/97 Vizepräsidentin der American Economic Association. Sie engagierte sich in der Grundlagenarbeit des Copenhagen Consensus und gehörte sowohl 2004 als auch 2008 zum Expertenrat. 2005 erhielt sie die Ehrendoktorwürde der Northwestern University. 2003 bis 2007 gehörte sie zu den Herausgebern des Journal of Political Economy, zuvor war sie zwischen 1996 und 2000 Co-Herausgeberin der Zeitschrift Econometrica der Econometric Society.

## Publikationen
- Stokey, Nancy, Robert Lucas and Edward Prescott: Recursive Methods in Economic Dynamics. Harvard University Press, 1989, ISBN 978-0-674-75096-8.
- Nancy Stokey, Paul Milgrom: Information, Trade and Common Knowledge. Band 26, 1982, S. 17–27, doi:10.1016/0022-0531(82)90046-1 (northwestern.edu [PDF])."Wait-and-See: Investment Options under Policy Uncertainty," Review of Economic Dynamics, 21 (2016), pp. 246–6
- "Wait-and-See: Investment Options under Policy Uncertainty," Review of Economic Dynamics, 21 (2016), pp. 246–65.
- "Catching Up and Falling Behind," Journal of Economic Growth, 20 (2015), pp. 1–36.
- "Introduction to Dynamic General Equilibrium," mit Edward C. Prescott und Lee Ohanian, Journal of Economic Theory, 144 (6) (2009), pp. 2235–46.
- "Moving Costs, Nondurable Consumption, and Portfolio Choice," Journal of Economic Theory, 144 (6) (2009), pp. 2419–39.
- "A Two-Person Game of Information Transmission," mit Jerry R. Green, Journal of Economic Theory, Juli 2007, pp. 90–104.
- "Giving Aid Effectively," 2005 Ausgabe des Jahresberichts von The Region, Federal Reserve Bank von Minneapolis.
- "'Rules versus Discretion' after Twenty-five Years," NBER Macroeconomics Annual 2002, pp. 9–45.
- "A Quantitative Model of the British Industrial Revolution, 1780-1850," Carnegie-Rochester Conference Series on Public Policy, 55 (2001), pp. 55–109.
- "Dynamic Programming with Homogeneous Functions," with Fernando Alvarez, Journal of Economic Theory, 82 (September 1998), pp. 167–189.
- "Shirtsleeves to Shirtsleeves: The Economics of Social Mobility," Frontiers of Research in Economic Theory: The Nancy L. Schwartz Memorial Lectures 1983-1997, D. Jacobs, E. Kalai, und M. Kamien, eds., Cambridge University Press, 1998.
- "Are There Limits to Growth?," International Economic Review, 39 (February 1998), pp. 1–31.